# Izaro
Izaro ist eine unbewohnte Insel im Atlantik in der Nähe der Orte Bermeo und Mundaka. Sie ist 675 Meter lang und bis zu 150 Meter breit. Sie erreicht eine Höhe bis zu 45 Meter. Sie liegt im UNESCO-Biosphärenreservat Urdaibai vor der Mündung des Flusses Oka im Baskenland und gehört zu Spanien.
Die Insel enthält einige Überreste eines im Jahre 1422 erbauten franziskanischen Klosters, das 1594 von Soldaten unter dem Kommando von Sir Francis Drake geplündert und 1719 verlassen und aufgegeben wurde.